# 格罗斯特流星战斗机
格羅斯特流星（英語：Gloster Meteor）是英國首架噴射戰鬥機，也是二戰期間盟軍第一架擁有實戰記錄的噴射戰鬥機。在噴射發動機先驅弗蘭克·惠特爾爵士及其服務的公司噴氣動力（弗蘭克當時仍在空軍任職）的全力支持下，流星得以採用涡轮喷气发动机。儘管在1936年發動機的研製工作已經開始，但飛機的研製工作直到1940年才開始。流星於1943年5月5日首飛，1944年7月27日在皇家空軍616中隊正式服役（該中隊作為訓練及輔助單位于1957年解散），綽號送肉箱。流星戰鬥機在氣動設計方面並不成熟，但卻因作為英國首架噴射戰鬥機而聞名。
隨著技術成熟，流星于20世紀40年代至50年代誕生諸多改進型，並在英國皇家空軍及他國空軍中服役數十年。流星在二戰期間由於軍方限制（僅在本土作戰）表現並不突出，而在韓戰期間於澳大利亞皇家空軍服役時又已過時。而在阿根廷空軍、埃及空軍和以色列空軍等國服役的流星也參與了大大小小的戰鬥，流星的針對性改裝包括夜間戰鬥型以及偵查機等。
部分流星被用於特別實驗和針對造飛行記錄的改進。流星F.3于1945年11月7日曾創下平飛606英里（975公里/每小時）的噴射戰鬥機世界記錄。僅一年之後該記錄便被流星F.4型的平飛616英里（997公里/每小時）打破。在飛行性能方面，例如續航時間、爬升率及俯衝速度方面也屢屢打破記錄。1945年9月20日，一架經過重新設計的流星I型，搭載兩具由勞斯萊斯傳特引擎渦輪螺旋槳實驗機，成為第一架採用渦輪螺旋槳發動機的飛機。1954年2月10日，一架特別改裝的流星F.8，第一次採用特殊的俯臥座椅以嘗試抵消高速帶來的應力。
20世紀50年代之後，流星開始落伍。隨著噴氣動力技術與空氣動力學的發展，越來越多的國家的噴射戰鬥機採用後掠翼而不是流星所用的傳統平直翼。而英國空軍也著手採用新型的獵手和標槍戰鬥機（後者同為格羅斯特製造）來逐步取代過時的流星戰鬥機。截止2013年，兩架編號WL419和WA638的流星，作為馬丁貝克公司的彈射椅測試平台仍在飛行。除此之外，據稱目前在英國有兩架流星，在澳大利亞有一架流星仍可以飛行。

## 研發

### 確定計劃
雖然在1930年，弗蘭克·惠特爾爵士獲得了渦輪噴氣發動機的專利，但要獲得政府財政和飛機製造業者的支持卻舉步維艱。1931年，阿姆斯壯-西得利公司曾對惠特爾提交的方案進行評估，認為“在技術上可行，但工程局限無法製造”。於是弗蘭克·惠特爾在朋友的幫助下，于1936年3月建立了噴氣動力公司，並擔任該公司的首席工程師。公司在成立之初經常陷入研發資金不足的問題，儘管如此，惠特爾仍在1937年推出了第一款原型發動機噴氣動力W.1。不久之後，航空研究委員會的主席亨利·蒂泽德和英國航空部決定給予該項目支持。
1939年4月28日，惠特爾訪問了格羅斯特公司，并遇到了幾個對“新型戰鬥機”至關重要人物，其中就包括格羅斯特首席設計師乔治·卡特。卡特在看到惠特爾的發動機之後立即表現出濃厚的興趣，隨即提出幾個粗略的方案。與此同時，惠特爾也規劃了若干種高空噴氣轟炸機的方案。此時恰逢二戰爆發，由於閃電戰效應，許多國家開始重視戰鬥機的性能。格羅斯特和噴氣動力在1939年中旬迅速達成共識并開始合作，著手噴氣戰鬥機的研發。
儘管噴氣動力和幾個項目負責人之間齷齪不斷，航空部仍然在1939年末簽訂了由格羅斯特設計，搭載惠特爾引擎的戰鬥機合同。一年後，第一架單引擎概念驗證機格羅斯特E.28/39，亦是英國第一架噴氣機，于1941年5月15日由格羅斯特首席試飛員格里·萨耶尔試飛成功。E.28/39的成功，證明了噴氣推進的可行性，格羅斯特旋即著手設計可用於實戰的戰鬥機。卻因早期噴氣發動機的推力限制，使得後續機型必須採用雙發渦輪發動機提供動力。
1940年，為了達成空軍要求負載1,500磅（680公斤）的目標，航空研究委員會建議飛機總重至少為8,500磅（3,900公斤），發動機的起飛靜推力至少要達到3,200磅（14,200牛頓），使用單台預期推力達到11,000磅（50,000牛頓）的新型軸流式噴氣動力W.2噴氣引擎。基於航空研究委員會的建議，乔治·卡特提出的方案則是總重8,700至9,000磅 (3,900到4,100公斤)，配備4門20毫米機砲及6挺0.303吋機槍。海平面速度400-431英里（644-694公里/每小時），30,000呎（9100米）高度450-470英里（724-756公里/每小時）。然而1941年1月，比弗布魯克勳爵告知格羅斯特雙發噴氣戰鬥機是“獨特的重要性”，並終止了格羅斯特公司的一個夜間雙發螺旋槳戰鬥機改進計劃以專注于噴氣機的工作。

### 原型出廠

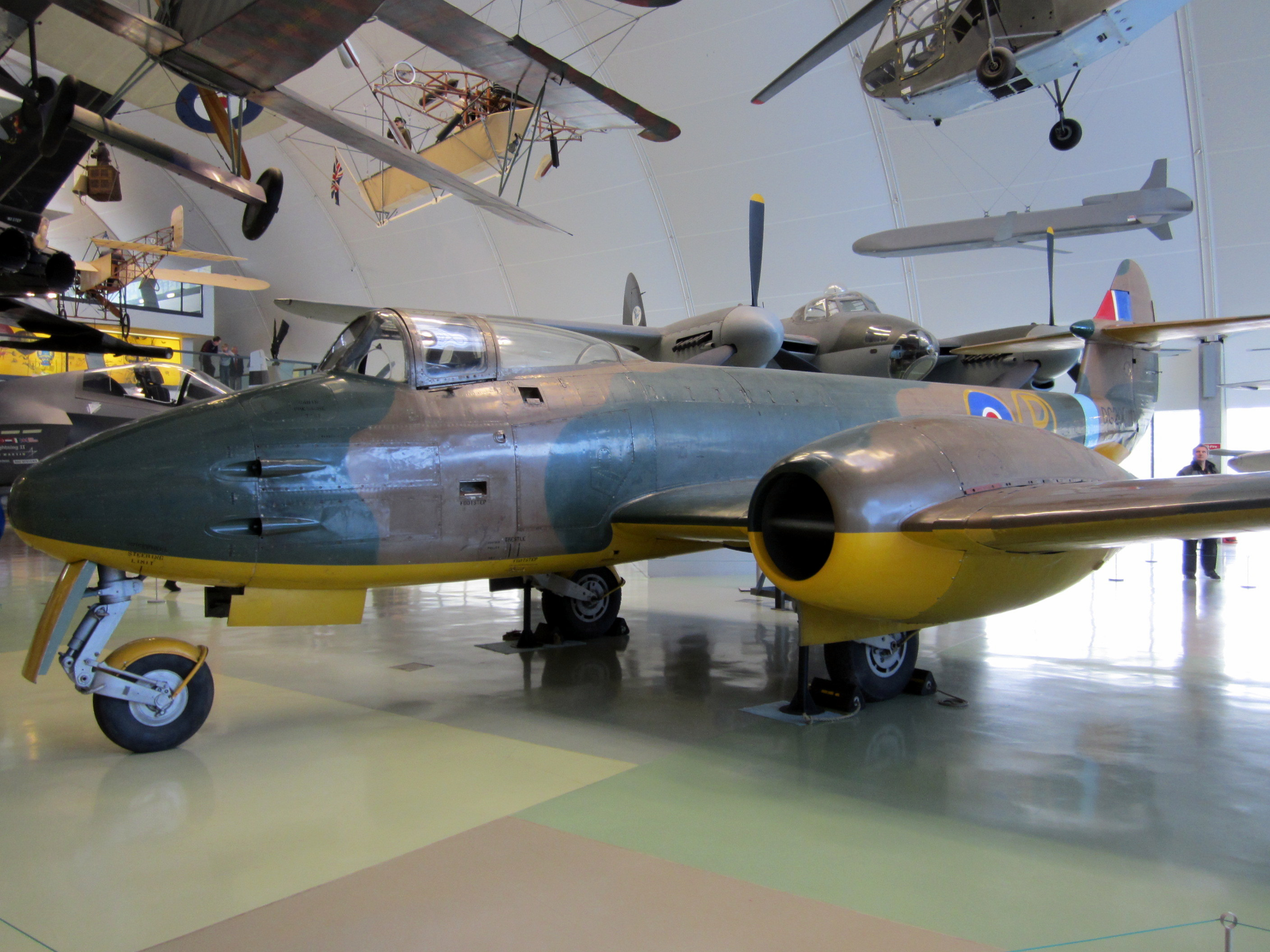
陳列在倫敦皇家空軍博物館的DG202/G，明黃色機腹在當時表示這是一架教練機或者原型機，攝於2011年。

1940年8月，格羅斯特首席設計師卡特提交了一個雙引擎前三點佈局的初步設計方案，1941年2月7日，格羅斯特收到以F9/40為批號的12架原型機的訂單（後減少至8架），1941年6月27日，皇家空軍提出了採購300架的意向書，新飛機被命名為“雷霆”。因為與美國陸航將于1944年底提供的P-47戰鬥機重名，該機的名字很快被改為“流星”。為了戰時保密和迷惑敵方，軍方和開發人員給了流星一個代號：“橫衝直撞”。測試地點，生產商等重點信息也同樣被保密。
1942年，雖然原型機機體業已完成，但因為噴氣動力W.2引擎的進度問題，僅僅在跑道上進行了滑跑實驗。儘管項目分包商路華盡可能的追趕進度，但由於其延誤，整個項目岌岌可危。1942年11月26日，流星的生產被勒令停止，軍方將注意力轉移到格羅斯特的另一款單引擎備選方案E.1/44上，代號“王牌”（並非官方代號）。這邊廂，格羅斯特雖然沒有放棄流星的研發工作，但停產命令使得E.1/44的研發工作被提上日程。而分包商路華負責研發生產W.2引擎工作被轉移到勞斯萊斯進行。
1943年，鑑於項目取消的風險，試飛迫在眉睫。雖然更換了分包商，但是噴氣動力W.2引擎的功率卻遲遲不能達標。1943年3月5日，搭載兩具迪海維蘭葛布林引擎，編號DG206/G的第五架原型機被空運至克倫威爾，作為第一架擁有動力的流星，由邁克爾·道唐試飛。飛機在起飛階段就出現了無法控制的橫向擺動，需要加大垂直安定面舵面面積；因為發動機壽命問題，僅有兩架原型機搭載了葛布林引擎。儘管問題重重，但無人質疑劃時代的噴氣推進的成功，甚至在第一架原型機試飛之前，皇家空軍已經100架流星加入了生產序列。
不負眾望，首架搭載惠特爾引擎的流星（編號DG205/G）很快在1943年6月12日首飛（后因起飛事故墜毀於1944年4月27日），同月24日，編號DG202/G首飛。隨後DG202/G被改裝為海軍型並在航空母艦比勒陀利亞號上進行運載實驗。同年11月9日，編號DG203/G首飛，之後轉為地面訓練機。但搭載維克斯F.2引擎的編號DG204/G 卻遲至1943年11月13日，后因引擎在高速下出現進氣壓縮故障在1944年1月4日墜毀。1944年1月20日，解決了絕大多數設計問題的DG208/G首次亮相，並批准成為量產型。DG209/G作為勞斯萊斯的引擎測試平台於1944年4月18日首飛。採用新款德哈維蘭引擎的DG207/G定型為流星F.2，但卻推遲在1945年7月24日首飛（此時柏林戰役業已結束）。肇因當時英國皇家空軍正全力生產流星F.3，以及德哈維蘭被安排研製木結構吸血鬼噴氣戰鬥機。隨後流星F.2計劃被取消。

### 正式投產
1944年1月12日，第一架編號為EE210/G的量產型流星F.1從格洛斯特機場冉冉昇空。流星F.1幾乎完全繼承了F9/40批次原型機的氣動結構，僅改善了後方視野以及在機頭預留了加裝4門機炮的空間。因為氣動結構和原型機相同（此時DG208/G尚未試飛），流星F.1被頻繁測試以符合英國對噴射戰鬥機的需要。1944年7月，流星F.1正式編入戰鬥序列。隨後，EE210/G被送至美國接受測評，並於1944年4月15日在愛德華空軍基地首飛。
意向書中的300架流星被雖然被確認訂購，但F.1總產量被壓縮至20架，後續訂單被要求採用更先進的型號。設計團隊花費很長時間對早期量產藍本批次的最後一次重大修改集中在縮短發動機艙上面，是為EE211。後續編號EE215成為第一架配備武裝，同時也是第一架採用後燃器的流星。隨後更被改裝為第一架雙座流星。由於噴氣動力的每一次改進的巨大差異，為此皇家空軍不得不組建一支特殊的戰術飛行中隊 執行測試任務，由空軍上校休·威耳遜領銜。1944年5月，在第一批流星送達的前一個月，中隊正式在法恩堡空军基地組建，並就戰術應用範圍作了廣泛的討論。
1944年7月17日，流星F.1被暫停使用。不久之後，戰術飛行中隊 完成使命，成員和載具被編入皇家空軍一般戰鬥序列。在1944年7月，皇家空軍616中隊如願以償地成為了第一個接受流星F.1的戰鬥中隊。肇因流星F.2的取消，改進了諸多缺點的流星F.3成為了流星F.1的直接傳承者。1944年8月，流星F.3原型機首飛。早期量產型的F.3仍然配置了偉蘭引擎，而更為先進勞斯萊斯得溫引擎此時才剛剛啟動生產。截止1945年，流星F.3一共生產了210架，隨後便讓位於更先進的F.4。
一部分的流星F.3被改裝成海流星，飛機的主翼和大樑強度得到加強，並增加了避震尾鉤。隨後，航空母艦怨仇號成為海流星F.3的測試平台，進行起飛和著艦等測試。在測試中海流星原型機的性能表現良好，短距起飛沒有任何問題。這也促成了後續型號海流星F.4在試驗設計方案中加入可折疊機翼等元素，一個裁短機翼的方案也被接受。海流星隨後進入皇家海軍服役，但僅僅作為陸基教練機使用，編號流星T.7。雖然如此，流星T.7還是為皇家海軍艦載機部隊提供了大量噴氣機飛行員，奠定了艦載噴氣機吸血鬼成軍的基礎。
雖然流星戰鬥機的各種型號陸陸續續生產了4年，但都未曾脫離流星最初原型機的影子，因此，流星F.4的表現在新噴氣機設計下黯然失色。於是，格羅斯特全面升級流星，大部分重新設計，以期新設計具有更好的性能。1950年，流星F.8登場，這次設計可以說是非常成功，全面升級的新流星具有強有力的性能和戰鬥力。在1950年到1955年間成為皇家空軍的主力戰鬥機，甚至在60年代，也能在不少國家的空軍主力中發現流星F.8的身影。

### 夜戰機型

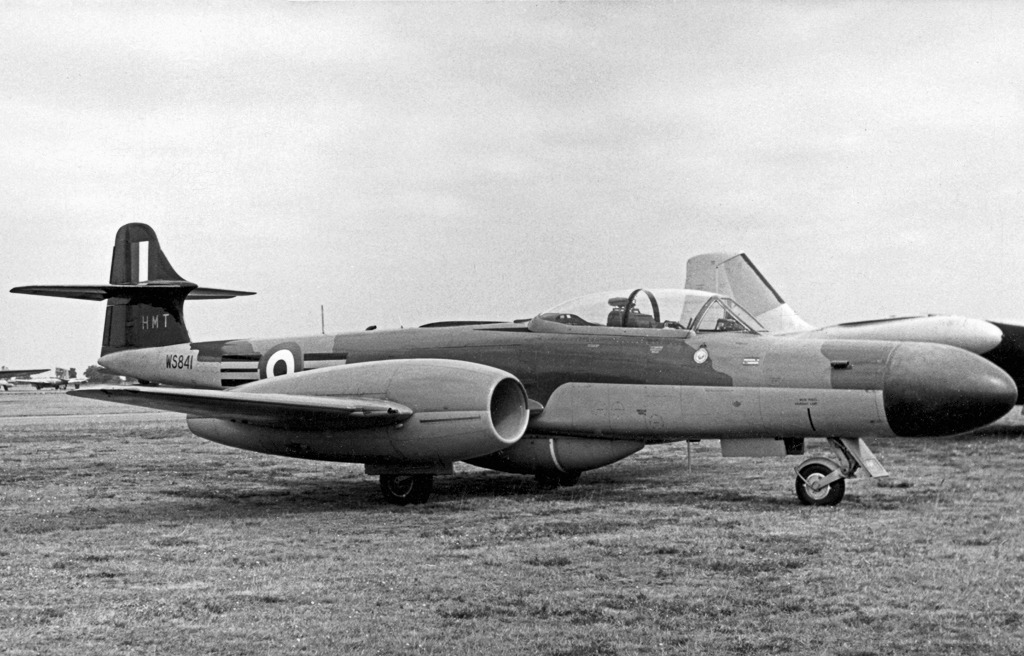
皇家空軍264中隊的流星NF.14，1965年

為了取代日趨過時的蚊式夜間戰鬥機，流星做了一些臨時性改裝以適應夜間戰鬥。實際上，格羅斯特最初應軍方一體化替換蚊式的要求，已提出了一個夜間戰鬥型的設計，此設計基於流星雙座教練機T.7，導航員位於飛行員後方。然而此計劃卻被立刻移交給阿姆斯壯韋德霍斯公司進行細節設計及量產，並於1950年5月31日首飛。阿姆斯壯韋德霍斯流星NF.11繼承了教練機的雙座，但採用了F.8較為成熟的氣動設計，以及F.3的加長機翼。機鼻加大以放置西屋SCR-720機載雷達，於是20毫米機炮被移至引擎外側的機翼，並擴大油箱以及加掛副油箱以適應長時間巡航的需要。
隨著雷達技術的發展，改良的夜間流星戰鬥機採用改進型的美製ASP-21系統，定型NF.12，於1953年4月21日首飛。NF.12與NF.11在外觀上幾乎沒有什麼區別，僅僅為加裝新的雷達而將機頭部分延伸了17吋（43公分）。為了確保雷達掃描的精確度和機砲彈道的穩定性，垂直安定面被放大，用以抵抗由於機頭加大而施加於飛機龍骨的蛇形自持性搖擺。一個糾偏馬達被嵌入垂直安定面頂端，幫助飛行員穩定飛機。NF.12同時採用勞斯萊斯德溫9型新引擎，機翼為此進行了加固。試飛後不久，NF.12即交付使用，在1954年初全面列裝。共有7個中隊列裝NF.12，分別是85，25，152，46，72，153和64中隊。在服役5年之後，NF.12被陸續替換。
最後一款夜間流星戰鬥機是NF.14，於1953年10月23日首飛。NF.14基於NF.12，但是機頭更長。在NF.12的基礎上進一步增加了17吋（43公分）以裝載新設備。相比基礎設計的藍本T.7教練機，NF.14的總長度增加至51呎4吋（15.65米），並且擁有一個更寬大的氣泡座艙。NF.14僅製造了100架，並在1954年2月首次交付25中隊，但很快便在1956年被標槍全數取代。雖然在本土很快被取代，但在新加坡登加空軍基地駐防的60中隊的NF.14一直服役至1961年。有7架NF.14重新編號為NF(T).14，作為教練機在英國本土的皇家空軍第二空中導航學校直到1965年方才退役。

## 設計

### 總體性能

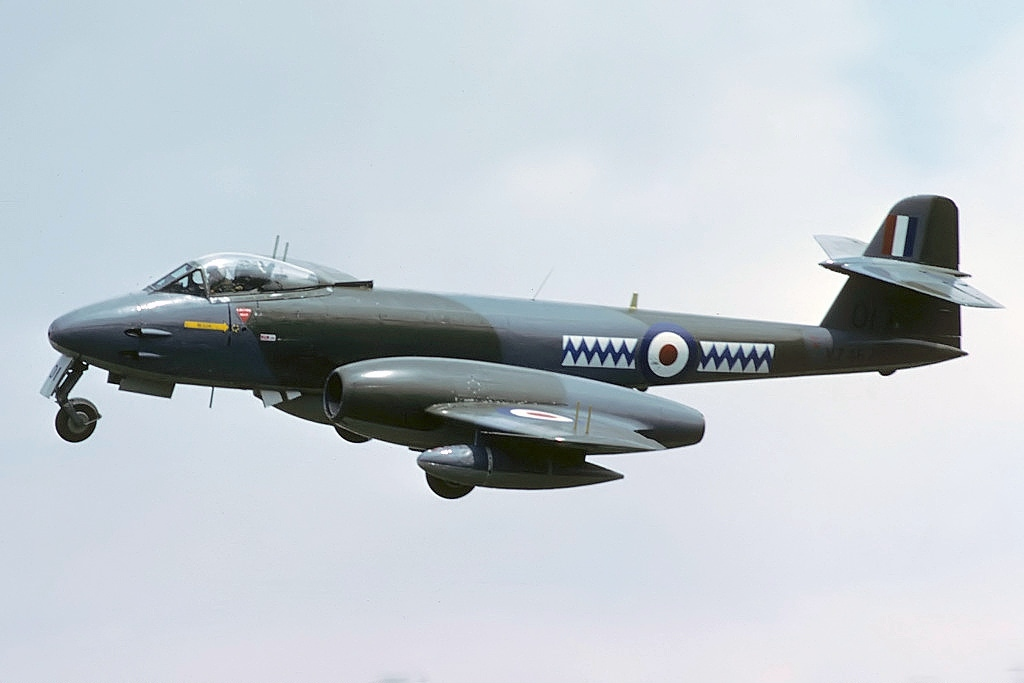
在布萊茲諾頓皇家空軍基地飛行的流星F.8，1986年5月

流星採用全金屬機身，前三點起落架佈局和傳統平直翼，以及抗擾流的安定面，兩具渦噴引擎埋入機翼中段。流星的第一個版本，也就是流星F.1，除了一些細微的改進，氣動結構幾乎就是在跑道上做滑跑實驗的F9/40加裝了引擎和武器而已。總體而言，流星的設計相當傳統。儘管採用了當時革命性的噴氣引擎，但並沒有像同時代的飛燕戰鬥機那樣採用諸如後掠翼等利用空氣動力學的特性的設計，雖然兩者皆具備早期噴氣機共同的問題。即使是經過大範圍重新設計，流星F.1仍舊在跨音速飛行中出現非常不穩定的情況：大尺寸的安定面舵面設計使得高速飛行時舵面周遭空氣產生邊界層分離現象，使得搖桿阻力增大，從而導致蛇形自持性偏航穩定性等問題。而雙座版本的T.7教練機，則因為其修長的機身而顯著降低了很多流星F.1的缺陷導致的空氣動力學的不穩定性。後期一系列的流星和1944年服役的流星F.1相比有了很大的變化和長足的進步。改進的重點被放在了提升速度和增加操作性。例如修改氣動設計提升操作性，採用最新的發動機技術，提高機身強度等等。而在四十年代末重新設計的流星F.8，更是超越了以往的任何流星機型。1947年的流星能夠在5分鐘內爬升至30,000呎（9,145米）。

### 引擎
流星F.1採用兩具路華W2B引擎，單具推力1700磅（7.58千牛頓），使流星F.1可在10,000呎（3,000公尺）高空達到417英里（670公里每小時），並擁有1,006英里（1610公里）的航程。

## 規格（流星F.8）

Gloster Meteor

参考资料：The Great Book of Fighters,Quest for Performance與 Aircraft in Profile, Volume 1
基本信息
- 机组：1

性能
- 推重比：0.45

武器

- 機槍：4 x 20毫米伊斯帕諾-西扎Mk.V機砲
- 火箭彈：翼下掛載16枚RP-3航空火箭弹或8枚5吋高速空用火箭
- 炸彈：2枚1,000磅（454公斤）炸彈

## 流行文化

### 電子遊戲
- 《戰爭雷霆》
- 《應徵入伍》

### 參註
1. ↑  肇因早期流星故障率高企，加之墜毀時高速衝擊往往導致飛行員粉身碎骨，遺體慘狀與屠戶打包售賣的廉價綜合肉品箱類似。

### 標註
1. ↑  "Trent Meteor." （页面存档备份，存于） Flight International, 27 May 1955. p. 727.
2. ↑  Young 1985, p. 83.
3. ↑  Pavelec 2007, pp. 43–44.
4. ↑  Pavelec 2007, pp. 45-46.
5. ↑  Pavelec 2007, pp. 48–50.
6. ↑  Golley and Gunston 2010, p. 139.
7. ↑  Golley and Gunston 2010, pp. 156, 165.
8. ↑  Golley and Gunston 2010, p. 127.
9. ↑  Pavelec 2007, pp. 168–169.
10. ↑  Boyne 2002, p. 261.
11. 1 2  Boyne 2002, pp. 261–262.
12. ↑  Spick 2002, pp. 169–170.
13. ↑  Buttler 2004, p. 193.
14. ↑  James 1971, pp. 245–248.
15. ↑  James 1971, p. 247.
16. ↑  Goulding 1986, p. 144.
17. ↑  Shacklady 1962, p. 25.
18. ↑  Mason p.339
19. ↑  Butler and Buttler 2006, pp. 11-12.
20. ↑  Shacklady 1962, pp. 17–19.
21. ↑  Shacklady 1962, p. 19.
22. ↑  Shacklady 1962, p. 41.
23. ↑  Mason 1992, p. 339.
24. ↑  Butler and Buttler 2006, p. 15.
25. ↑  Butler and Buttler 2006, p. 12.
26. ↑  Boyne 2002, p. 262.
27. ↑  James 1971, p. 249.
28. ↑  Butler and Buttler 2006, p. 16.
29. ↑  Butler and Buttler 2006, pp. 16-17.
30. ↑  Goulding 1986, pp. 148–149.
31. ↑  James 1971, p. 358.
32. ↑  Butler and Buttler 2006, pp. 20-21.
33. ↑  James 1971, pp. 304–305.
34. ↑  Butler and Buttler 2006, pp. 23-24.
35. ↑  Butler and Buttler 2006, p. 23.
36. ↑  Butler and Buttler 2006, p. 24.
37. ↑  "Gas Turbine Development – Further Abstracts from Hayne Constant's Sir Henry Royce Memorial Lecture." （页面存档备份，存于） Flight International, 20 December 1957. pp. 961–962.
38. ↑  Butler and Buttler 2006, p. 25.
39. ↑  Butler and Buttler 2006, pp. 25–26.
40. ↑  Butler and Buttler 2006, p. 26.
41. ↑  Butler and Buttler 2006, pp. 26–27.
42. ↑  Shacklady 1962, p. 45.
43. ↑  Butler and Buttler 2006, p. 28.
44. ↑  Butler and Buttler 2006, pp. 28–29.
45. ↑  Sturtivant 1990, p. 164.
46. ↑  Andrews 1965, p. 4.
47. ↑  Andrews 1965, pp. 3–4.
48. ↑  Williams Aeroplane Monthly April 1995, p. 6–7.
49. ↑  Williams 1984, pp. 45–46.
50. ↑  Butler and Buttler 2006, pp. 40-42.
51. ↑  Williams 1984, pp. 50–51.
52. ↑  James 1971, p. 297.
53. ↑  Butler and Buttler 2006, p. 44.
54. ↑  Williams Aeroplane Monthly June 1995, p. 14.
55. ↑  James 1971, p. 366.
56. ↑  Williams 1984, pp. 51–53.
57. ↑  Butler and Buttler 2006, pp. 44–46.
58. 1 2  Shacklady 1962, p. 29.
59. ↑  Flight 25 October 1945, p. 444.
60. ↑  Loftin, L.K. Jr. Chapter 11: Early Jet Fighters （页面存档备份，存于） NASA SP-468. Quest for Performance: The Evolution of Modern Aircraft. (1985) NASA. Retrieved: 24 April 2006.
61. ↑  Shacklady 1962, pp. 54, 66–67.
62. ↑  Shacklady 1962, pp. 51–53.
63. ↑  Flight 6 October 1947, p. 465.
64. ↑  Flight 6 October 1947, pp. 465, 469.
65. ↑  Green 2001
66. ↑  "Loftin"
67. ↑  Andrews 1965, p. 12.

### 書目
- Aloni, Shlomo. Arab-Israeli Air Wars 1947–82. Osprey Publishing, 2001. ISBN 1-84176-294-6.
- Aloni, Shlomo. "The Jet Age: Gloster Meteor in Israeli Service". Air Enthusiast, Fifty, May to June 1993, pp. 38–48. Stamford, UK: Key Publishing. ISSN 0143-5450.
- Andrews, C.F. "The Gloster Meteor F.8" Aircraft in Profile, Volume 1/Part1. Windsor, Berkshire, UK: Profile Publications Ltd., 4th revised edition 1975 (first published in 1965). ISBN 0-85383-410-5.
- Ashley, Glenn. Meteor in Action. Carrollton, Texas: Squadron/Signal Publications Inc., 1995. ISBN 0-89747-332-9.
- Black, Ian. . Air Enthusiast. No. 82. July–August 1999: 40–41. ISSN 0143-5450.
- Bowyer, Chaz. Postwar Military Aircraft 2: Gloster Meteor. Shepperton, Surrey, UK: Ian Allan Ltd., 1985. ISBN 0-7110-1477-9.
- Boyne, Walter J. Air Warfare: an International Encyclopedia: M-Z. Santa Barbara, California: ABC-CLIO, 2002. ISBN 1-57607-345-9.
- Butler, Phil and Tony Buttler. Gloster Meteor: Britain's Celebrated First-Generation Jet. Hersham, Surrey, UK: Midland Publishing, 2006. ISBN 1-85780-230-6.
- Buttler, Tony. Secret Projects: British Fighters and Bombers 1935 -1950 (British Secret Projects 3). Leicester, UK: Midland Publishing, 2004. ISBN 1-85780-179-2.
- Caruana, Richard J. and Richard A. Franks. The Gloster & AW Meteor. Kingsway, Bedford, UK: SAM Publications, 2004. ISBN 0-9533465-8-7.
- Cicalesi, Juan Carlos and Santiago Rivas. "Argentina's Meteors: Latin America's first jet fighters". International Air Power Review, Volume 7, Winter 2002. pp. 120–128. Norwalk, Connecticut, USA: AIRtime Publishing. ISBN 1-880588-48-X. ISSN 1473-9917.
- Cicalesi, Juan Carlos, César del Gaizo and Santiago Rivas. "Into the Jet Age: The Gloster Meteor in Argentina". Air Enthusiast No. 104, March/April 2003, pp. 68–73. Stamford, UK: Key Publishing. ISSN 0143-5450.
- "Meteor 8." （页面存档备份，存于） Flight, 6 October 1949. pp. 465–469.
- "The Gloster Meteor." （页面存档备份，存于） Flight, 25 October 1945, pp. 444–446.
- Geoffery, G. "Progress with Jet Propulsion: Details of the Meteor." （页面存档备份，存于） Flight, 19 July 1945. pp. 70–73.
- Golly, John and Bill Gunston. Jet. Eloy Gutierrez, 2010. ISBN 1-907472-00-2.
- Goulding, James. Interceptor: RAF Single Seat Multi-Gun Fighters. London: Ian Allan, 1986. ISBN 0-7110-1583-X.
- Green, William. Warplanes of the Second World War, Vol. 2. London: Macdonald & Co Ltd, 1968, First edition 1960.
- Green, William and Gordon Swanborough. The Great Book of Fighters. St. Paul, Minnesota: MBI Publishing, 2001. ISBN 0-7603-1194-3.
- Harrison, W.A. "Forgotten Breed ... The RAF's Last 'Shufti' Meteors". Air Enthusiast, No 93, May/June 2001, pp. 26–33. Stamford, UK: Key Publishing. ISSN 0143-5450.
- Jabber, Paul. Not by War Alone: Security and Arms Control in the Middle East. University of California Press, 1981. ISBN 0-52004-050-3.
- James, Derek N. Gloster Aircraft since 1917. London: Putnam, 1971. ISBN 0-370-00084-6.
- James, Derek N. Gloster Aircraft since 1917 (2nd Edition). London: Putnam, 1987. ISBN 0-85177-807-0.
- Jefford, C.G. RAF Squadrons, A Comprehensive Record of the Movement and Equipment of all RAF Squadrons and their Antecedents since 1912. Shrewsbury, Shropshire, UK: Airlife Publishing, 2001. ISBN 1-84037-141-2.
- Jones, Barry. Gloster Meteor. Ramsbury, Marlborough, Wiltshire, UK: The Crowood Press Ltd., 1998. ISBN 1-86126-162-4.
- King, H. F. "Mars to Javelin, Gloster aircraft of forty years" （页面存档备份，存于）. Flight, Vol. 67, No. 2418, 27 May 1955, pp. 713–731.
- Loftin, L.K. Jr. Quest for Performance: The Evolution of Modern Aircraft. NASA SP-468. Retrieved: 22 April 2006.
- Mason, Francis K. The British Fighter Since 1912. Annapolis, Maryland: Naval Institute Press. 1992. ISBN 1-55750-082-7.
- Nicolle, David. "Suez: The Other Side: Part Two". Air Enthusiast, No 112, July/August 2004. pp. 48–57. Stamford, UK: Key Publishing. ISSN 0143-5450.
- Nicolle, David. "Suez: The Other Side: Part Three". Air Enthusiast, No 113, September/October 2004. pp. 36–44. Stamford, UK: Key Publishing. ISSN 0143-5450.
- Nicolle, David. "Suez: The Other Side: Part Four". Air Enthusiast, No 112, November/December 2004. pp. 52–60. Stamford, UK: Key Publishing. ISSN 0143-5450.
- Partridge, J.J. "The Gloster Meteor F.IV" Aircraft in Profile, Volume 4. Windsor, Berkshire, UK: Profile Publications Ltd., 2nd revised edition 1970 (original in 1966). ISBN 0-85383-013-4.
- Pavelec, Sterling Michael. The Jet Race and the Second World War. Westport, Connecticut: Greenwood Publishing, 2007. ISBN 0-275-99355-8.
- Schrøder, Hans. Royal Danish Airforce. København, Denmark: Tøjhusmuseet, 1991. ISBN 87-89022-24-6.
- Shacklady, Edward. The Gloster Meteor. London: Macdonald & Co. (Publishers) Ltd., 1962.
- Spick, Mike. The Illustrated Directory of Fighters. Minneapolis, Minnesota: Zenith Imprint, 2002. ISBN 0-7603-1343-1.
- Spring, Ivan. "Springbok Jet Age: The Gloster Meteor III in SAAF service". Air Enthusiast, No. 55, Autumn 1994, pp. 8–12. ISSN 0143-5450
- Sturtivant, Ray. British Naval Aviation: The Fleet Air Arm, 1917–1990. Naval Institute Press, 1990. ISBN 0-87021-026-2.
- Sturtivant, Ray and Theo Ballance. The Squadrons of the Fleet Air Arm. Tonbridge, Kent, UK: Air-Britain (Historians) Ltd, 1994. ISBN 0-85130-223-8.
- Warnes, Alan. . Air Enthusiast. No. 80. March–April 1999: 76–77. ISSN 0143-5450.
- Williams, Ray. "The Night-Fighting Meteor". Air Enthusiast, Twenty-five, August–November 1984, pp. 44–59. Bromley, Kent, UK: Fine Scroll. ISSN 0143-5450.
- Williams, Ray. "Meteor Night Fighters: Part One". Aeroplane Monthly, April 1995, Vol. 23, No 4, Issue No. 264, pp. 6–10.
- Williams, Ray. "Meteor Night Fighters: Part Two". Aeroplane Monthly, May 1995, Vol. 23, No 5, Issue No. 265, pp. 18–22.
- Williams, Ray. "Meteor Night Fighters: Part Three". Aeroplane Monthly, June 1995, Vol. 23, No 6, Issue No. 266, pp. 10–24.
- Williams, Ray. "Meteor Night Fighters: Part Four". Aeroplane Monthly, July 1995, Vol. 24 No 1, Issue No. 267, pp. 42–47.
- Yonay, Ehud. No Margin for Error: The Making of the Israeli Air Force. New York: Pantheon Books, 1993. ISBN 978-0-679-41563-3.
- Young, Michael G. "Prone Meteor." Aviation News, Vol. 13, No. 22, 22 March–4 April 1985.
- Zuk, Bill. Janusz Zurakowski: Legends in the Sky. St. Catharine's, Ontario: Vanwell, 2004. ISBN 1-55125-083-7.